# Bernhard Waldenfels
Bernhard Waldenfels (né le 17 mars 1934 à Essen) est un philosophe allemand, lié à la phénoménologie. Son œuvre tourne autour de la figure de l'étranger et de son effet d'inquiétante étrangeté. Dans le prolongement de Merleau-Ponty, dont il fut l'élève et le traducteur, mais aussi de Lévinas et de Foucault, il a développé à travers de nombreux ouvrages une réflexion autour de la contingence de l'ordre, du rapport entre le normal et l'étrange ainsi qu'une phénoménologie de la réponse (responsive Phänomenologie).
Il est le frère cadet du théologien Hans Waldenfels.

## Publications
- Das sokratische Fragen, Meisenheim: A. Hain 1961
- Das Zwischenreich des Dialogs. Sozialphilosophische Untersuchungen in Anschluß an E. Husserl, Den Haag: M. Nijhoff 1971 (japan. 1986)
- Der Spielraum des Verhaltens, F./M.: Suhrkamp 1980 (japan. 1987)
- Phänomenologie in Frankreich, F./M.: Suhrkamp 1983
- In den Netzen der Lebenswelt, F./M.: Suhrkamp 1985, ²1994 (serbokroat. 1991)
- Ordnung im Zwielicht, F./M.: Suhrkamp 1987 (engl. 1996)
- Der Stachel des Fremden, F./M.: Suhrkamp 1990, 1998 (slowen., tschech. 1998)
- Einführung in die Phänomenologie, München: Fink 1992 (span. 1997, korean. 1998, ukrain. 2002)
- Antwortregister, F./M.: Suhrkamp 1994
- Deutsch-Französische Gedankengänge, F./M.: Suhrkamp 1995
- Topographie des Fremden - Studien zur Phänomenologie des Fremden 1, F./M.: Suhrkamp 1997 (poln. 2002, ukrain. 2004, franz. 2009)
- Grenzen der Normalisierung - Studien zur Phänomenologie des Fremden 2, F./M.: Suhrkamp 1998 (ung. 2005)
- Sinnesschwellen - Studien zur Phänomenologie des Fremden 3, F./M.: Suhrkamp 1999
- Vielstimmigkeit der Rede - Studien zur Phänomenologie des Fremden 4, F./M.: Suhrkamp 1999
- Das leibliche Selbst, hg. von R. Giuliani, F./M.: Suhrkamp 2000 (japan. 2004)
- Einführung in die Phänomenologie, München: Fink 1992 (span. 1997, korean. 1998, ukrain. 2002)
- Verfremdung der Moderne, Wallstein: Göttingen; 2001
- Bruchlinien der Erfahrung, F./M.: Suhrkamp 2002
- Spiegel, Spur und Blick. Zur Genese des Bildes, Köln: Salon Verlag 2003
- Findigkeit des Körpers, Norderstedt: Books on Demand 2004
- Phänomenologie der Aufmerksamkeit, F./M.: Suhrkamp 2004
- Idiome des Denkens. Deutsch-Französische Gedankengänge II, F./M.: Suhrkamp (2005)
- Grundmotive einer Phänomenologie des Fremden, F./M.: Suhrkamp 2006 (poln. 2009)
- Schattenrisse der Moral, F./M.: Suhrkamp 2006
- Philosophisches Tagebuch. Aus der Werkstatt des Denkens 1980–2005, München: Fink 2008.
- Ortsverschiebungen, Zeitverschiebungen: Modi leibhaftiger Erfahrung, F./M.: Suhrkamp 2009.
- Sinne und Künste im Wechselspiel: Modi ästhetischer Erfahrung, F./M.: Suhrkamp 2010.
- Hyperphänomene: Modi hyperbolischer Erfahrung, F./M.: Suhrkamp 2012.
- Sozialität und Alterität. Modi sozialer Erfahrung, F./M: Suhrkamp 2015.

## Textes en français
- Topographie de l’étranger. Études pour une phénoménologie de l'étranger I, Paris, Van Dieren 2009, traduit par Francesco Gregorio, Frédéric Moinat, Arno Renken, Michel Vanni.
- Bernhard Waldenfels: Une philosophie de la réponse, numéro spécial de la Revue de Théologie et de philosophie 137 (2005/IV)avec cinq essais de l'auteur
- « Le paradoxe de l'expression », in Merleau-Ponty, Notes de Cours sur L’origine de la géométrie de Husserl, suivi de Recherches sur la phénoménologie de Merleau-Ponty, sous la direction de R. Barbaras, Paris: P.U.F. 1998.
- « Réponse à l'autre. Eléments d'une phénoménologie responsive », in Phénoménologie française et phénoménologie allemande, sous la dir. de Bernhard Waldenfels et Eliane Escoubas, Paris, L'Harmattan 2000, p. 357-374.
- « Responsabilité » (trad. de l'allemand par Sophie-Jan Arrien), in E. Lévinas. Positivité et transcendance (suivi de Lévinas et la phénoménologie), sous la dir. de Jean-Luc Marion, Paris, PUF 2000, p. 259-283.
- « Idiomes de la pensée », Rue Descartes  2004/3 n° 45-46, p. 124-146
- « Attention suscitée et dirigée », in: Alter. Revue de phénoménologie 18 (2010), p. 33-44
- « Expérimentations avec la réalité » in: Alter. Revue de phénoménologie 18 (2010), p. 305-329, traduit par Flavien Le Bouter
- « Voir par images. Merleau-Ponty sur le tracé de la peinture », in Du sensible à l'œuvre. Esthétiques de Merleau-Ponty, sous la dir. d'Emmanuel Alloa et Adnen Jdey, Bruxelles, La Lettre volée 2012.